# اس‌تی‌اس-۹۹
اس‌تی‌اس-۹۹ (انگلیسی: STS-99) یکی از ماموریت‌های برنامه شاتل‌های فضایی بود که در تاریخ ۱۱ فوریه ۲۰۰۰ از پایگاه فضایی کندی به فضا پرتاب شد. این ماموریت توسط شاتل اندور انجام گرفت و هدف اصلی آن ماموریت مکان‌نگاری شاتل رادار بود.